# Handbuch der Religionen
Das Handbuch der Religionen (HdR) ist ein Nachschlagewerk, das „fundiertes Wissen über das gesamte Themenspektrum der Religionen vermitteln“ will, räumlich auf die deutschsprachigen Länder bzw. Landesteile konzentriert. Es erscheint als Loseblattsammlung und online.

## Aufbau und Anspruch
Das 1997 von Michael Klöcker (Universität zu Köln) und Udo Tworuschka (Friedrich-Schiller-Universität Jena) begründete und herausgegebene HdR hat inzwischen einen Umfang von 10 Bänden mit ca. 7.500 Seiten (Stand: November 2019). Jährlich werden vier Ergänzungslieferungen mit jeweils ca. 180 Seiten publiziert. Das Handbuch wurde seit der 1. Ergänzungslieferung im Olzog Verlag, München herausgegeben. Das Grundwerk erschien 1997. Im November 2015 wechselte das Handbuch zu der Mediengruppe Oberfranken – Fachverlage (MGO) in Bamberg. Seit dem Sommer 2018 wird das Handbuch von Westarp Science – Fachverlage betreut und herausgegeben.
Das Handbuch der Religionen ist das einzige Handbuch, das umfassend über Geschichte und Gegenwart der im deutschsprachigen Bereich vertretenen Religionsgemeinschaften (einschließlich Adressen, Webauftritten usw.) informiert und darüber hinaus relevante Kontexte, Prozesse und Strukturen reflektiert. Die laufende Aktualisierung vieler Beiträge gehört zu den Editionsprinzipien. Es ist ein interdisziplinäres, nichtdogmatisches Werk, dessen Autoren sich zu einer religionswissenschaftlichen Herangehensweise verpflichten, d. h. sich mit Wertungen möglichst zurückzuhalten. Sein Ansatz kennt keine „richtigen“ und „falschen“ bzw. „wahren“ und „unwahren“ Religionen.
Das Handbuch teilt sich in 15 Fachgebiete, die von 26 Fachgebietsleitern inhaltlich betreut werden. Mit dem Verlagswechsel 2018 begannen Herausgeber und Verlag auch die Internationalisierung des HdR. Die Fachgebietsleiter bilden nunmehr einen Editorial Board, sie akquirieren Autoren und Themen. Zudem begutachten sie die Typoskripte. Die Beiträge sind einem Editorial-Reviewing-Verfahren unterworfen. Jeder Fachgebietsleiter arbeitet zudem mit einem Stab von mehreren Peer Reviewern zusammen und unterstützt damit die beiden Gründungsherausgeber („Editors-in-Chief“), bei denen die letzte Verantwortung über die Aufnahme oder Abweisung eines Beitrages liegt.
Ein weiterer Ausdruck der Internationalisierung des Handbuchs der Religionen ist die Einführung des englischen Untertitels: Handbook of Religions. Churches and other Religious Communities in Germany and in German speaking Countries. Alle deutschen Titel der Beiträge werden ins Englische übersetzt. Jeder Artikel hat ein deutsches und ein englisches Abstract und Key Words.
Das Handbuch der Religionen nimmt an diversen Ranking-Verfahren teil.

## Verantwortliche Mitarbeiter
Die Arbeit der HdR-Herausgeber wird durch folgende Fachgebietsleiter und -leiterinnen unterstützt:
- Handan Aksünger (Alevitentum)
- Angela Berlis (Altkatholizismus)
- Walter Homolka (Judentum)
- Hartmut Bomhoff (Judentum)
- Serdar Kurnaz (Islam)
- Sasha Dehghani (Bahai)
- Martin Rötting (Buddhismus)
- N. N. (Verhältnis von Religionen/Kirchen und Staat)
- Johann Ev. Hafner (Röm. Katholische Kirche)
- Marco Frenschkowski (Magische und esoterische Subkulturen; Alteritätsforschung; phantastische und imaginative Literaturen)
- Jirˇí Gebelt (Weitere kleinere Religionen)
- Erich Geldbach (Freikirchen, weitere transkonfessionelle Bewegungen, Christliche Glaubensgemeinschaften außerhalb der Großkirchen)
- Martin Illert (Orthodoxe Kirchen)
- Michael Landgraf (EKD und affilierte/verwandte Gemeinschaften und Gruppen, Ökumenische Bestrebungen)
- Paul Metzger (EKD und affilierte/verwandte Gemeinschaften und Gruppen, Ökumenische Bestrebungen)
- Sandhya Veena Küsters (Asiatische bzw. von Asien ausgehende Gruppen und Bewegungen)
- Verena Maske (Feministische Religionswissenschaft)
- Martin Leiner (Ethik)
- Christine Schliesser (Ethik)
- Rainer Neu (Ethnische Religionen)
- Regina Polak (Migration und Religion/en)
- Michael A. Schmiedel (Interreligiöser Dialog)
- Gert Pickel (Religionssoziologie)
- Andrea Schulte (Sprache und Religion/en)
- Thorsten Knauth (Religion/en und Bildungswesen/Vermittlung der Religionen)
- Maike Maria Domsel (Religionspädagogik und Katechetik)
- Franz Winter (Religionen in Österreich)
- Mirko Uhlig (Europäische Ethnologie/Volkskunde)
- Christian Wagenseil (Religionsstatistik)

## Bibliographische Angaben
- Michael Klöcker, Udo Tworuschka (Hrsg.): Handbuch der Religionen. Loseblattwerk, Westarp Science – Fachverlage, Hohenwarsleben, ISBN 978-3-86617-500-6 und ISSN 2510-6740.